# Aldo Ray
Aldo Ray (Pen Argyl, Pennsilvània, Estats Units, 25 de setembre de 1926 − Martinez, Califòrnia, 27 de març de 1991) va ser un actor estatunidenc.

## Biografia[1]
D'ascendència italiana, de 1944 de 1946 Ray va ser part d'un equip de bussos de l'US Navy, amb el qual va participar en la batalla d'Okinawa, una de les principals batalles de la Segona Guerra Mundial. Després de la guerra va seguir els seus estudis a la Universitat de Califòrnia de Berkeley.
El 1951 va ser triat xèrif a la ciutat de Califòrnia Crockett i, a la vegada, va debutar al cinema amb un petit paper a  Saturday's Hero  de David Miller. Protagonista de dues pel·lícules de prestigi sota la direcció de George Cukor  Convivència (1952), juntament a Judy Holliday, i  His and Hers, on va interpretar a un boxejador tocat al costat de Spencer Tracy i Katharine Hepburn.
Durant el transcurs dels anys cinquanta Ray va gaudir de certa notorietat a les pantalles, gràcies a una sèrie de papers de soldat rude en pel·lícules bèl·liques com Més enllà de les llàgrimes (1955) de Raoul Walsh,  Men in War (1957) d'Anthony Mann, i els nus i els morts (1958), també de Walsh, basat en una famosa novel·la de Norman Mailer. Però era igual d'eficaç en el paper d'Albert, el detingut afable de  No som àngels (1955), comèdia agradable, protagonitzada al costat de Humphrey Bogart i Peter Ustinov, amb qui va formar el trio de romàntics i adorables presos que la Nit de Nadal s'evadeixen de la presó de l' Illa del Diable i trobar hospitalitat en una família de Cayenne, abans d'arribar a Europa.
Actor d'actuació instintiva de constitució viril i forta, amb un to particular de veu cridanera, Ray s'especialitza en els rols dels personatges musculosos però adorables. En més de quaranta anys de carrera ha aparegut en més de seixanta pel·lícules, encara que de menor qualitat amb el pas dels anys, amb papers que es va sentir obligat a acceptar per fer front als urgents problemes financers.
Es va casar tres vegades: del matrimoni amb Shirley Green (1947 - 1953) van tenir un fill. El segon matrimoni amb l'actriu Jeff Donnell va durar de 1954 de 1956. A partir del tercer matrimoni (1960 - 1967) amb la productora i directora de càsting Johanna Bennett, Ray va tenir tres fills, un dels quals, Eric Dare, també és actor de cinema.
Afectat per un càncer de gola, Ray va morir el 1991 a la ciutat de Martínez a Califòrnia.

## Filmografia
Les seves pel·lícules més destacades són: